# Amegilla mongolica
Amegilla mongolica är en biart som beskrevs av Wu 1990. Amegilla mongolica ingår i släktet Amegilla och familjen långtungebin. Inga underarter finns listade i Catalogue of Life.